# Coldsnap
Coldsnap is een uitbreidingsset voor het TCG Magic: The Gathering. Het is de derde en laatste set uit de Ice Age Block en werd uitgebracht in juli 2006.

## Details
In het Ice Age Block volgt Coldsnap op Ice Age en Alliances. Oorspronkelijk vormden Ice Age en Alliances met Homelands een block, maar omdat de verhaallijnen verschillen, werd in 2006 besloten om, tien jaar na het verschijnen van Alliances, Coldsnap uit te brengen als derde deel van de Ice Age Block, en daarmee  Homelands te vervangen.
Coldsnap bestaat uit 155 kaarten, verdeeld over 40 rares, 55 uncommons en 60 commons. De expansiecode is CSP, en het expansiesymbool zijn drie ijspegels.

### Sleutelwoorden
Coldsnap draait rond drie sleutelwoorden:
- Ripple: als een speler een kaart met Ripple speelt, mag hij de bovenste vier kaarten van zijn deck onthullen. Als een of meer van deze vier kaarten dezelfde is als de gespeelde kaart met Ripple, mogen die kaarten op hetzelfde moment gespeeld worden zonder dat de manakosten betaald moeten worden.
- Recover: als een kaart met Recover naar de graveyard gaat, kan deze heropgeroepen worden voor zijn Recover cost op het moment dat een Creature naar dezelfde graveyard gaat. Wordt er geen gebruik gemaakt van deze mogelijkheid, moet de kaart met Recover van het spel verwijderd worden.
- Cumulative Upkeep: van kaarten met Cumulative Upkeep moet elke beurt dat ze in het spel zijn een nieuwe, verhoogde manakost betaald worden. Doet de speler die deze kaart bezit dat niet, moet de kaart opgeofferd worden (gesacrificed). Dit sleutelwoord komt al voor sinds de uitgave van Ice Age, maar krijgt in Coldsnap een draai zodat kaarten vaak effectiever worden naargelang hogere kosten betaald worden.

### Themadecks
Buiten per booster en per fat pack, waren kaarten uit de set Coldsnap ook verkrijgbaar in vier verschillende themadecks. Deze decks bevatten kaarten uit de oorspronkelijke sets Ice Age en Alliances, maar werden opnieuw gedrukt volgens de normen van vernieuwde sets. De illustratie bleef hetzelfde, maar de kaarten werden voorzien van gekleurde expansiesymbolen, nieuwe randen en een verzamelnummer.
- Aurochs Stampede: een rood en groen deck, gebaseerd op het Auroch creature type.
- Beyond the Grave: een rood, groen en zwart deck, gebaseerd op effecten met de graveyard.
- Kjeldoran Cunning: een wit en blauw deck, gebaseerd op de natie van Kjeldor.
- Snowscape: een blauw en zwart deck met snow covered lands.